# 森恒二
森 恒二（もり こうじ、1966年11月28日 - ）は、日本の漫画家。東京都出身。妻は漫画家のあっきう。『ヤングアニマル』連載の『ホーリーランド』は、テレビドラマ化もされた。

## 略歴

### 生い立ち
小さいころから体格に恵まれ、親の勧めで入ったリトルリーグで野球に打ち込んでいた。所属していたチームは全国大会で優勝を経験している。本人は野球にあまり乗り気ではなく、家でのお絵描きのほうが楽しかったと語っている。中学1年時に『がんばれ元気』を読んで漫画家を志すようになった。
入学した高校で漫画『ベルセルク』の作者である三浦建太郎と友人となり、両親がデザイナーであった三浦の家で共に漫画を描くようになった。当時、二人で描いた合作が『週刊少年サンデー』の最終選考に残ったという。技来静也も同じ高校の同級生だったが、当時は漫画を描いておらず、交流は無かった。
両親との仲がうまくいかない森に、三浦の両親から三浦の家で生活することを提案され、一緒に登下校し帰って漫画を描いていた時期もあった。しかしいつまでも世話になるわけにいかず、下北沢などを遊び歩き、喧嘩に明け暮れるようになる。

### 大学時代
大学は三浦と共に日本大学藝術学部美術学科に入学した。大学時代はグローブ空手の同好会に所属している。
漫画の投稿も続けており、賞も獲得していたが掲載には至らず、ある編集者からストーリーは編集に任せて作画だけで良いと言われたことがきっかけとなり、スランプに陥ってしまい、六本木などで荒れた生活を送っていた。
大学4年のときに、三浦が武論尊の原作で漫画家デビューが決まったのは「森の助言」がきっかけだったが、自身は荒んだ生活の中で複雑な気持ちだったと語っている。

### デビュー後
大学卒業後はデザイナーとして広告イラストやCMの絵コンテ製作などに携わっており、稼いではいたが生活は荒れていたという。
その後、25歳のときに鈴鹿サーキットで行なわれたF1の取材の帰りにバイクで大事故に遭ったのがきっかけとなって、再び漫画の道を志すようになった。それから5年かけて連載を勝ち取り、2000年から『ヤングアニマル』で『ホーリーランド』の連載を開始し、自身の経験を元にした同作は人気作品となった。
2008年よりヤングアニマル誌上にて、異色の自殺志願者サバイバル漫画『自殺島』を連載。2010年より週刊ヤングジャンプ誌上にて、超能力によるSFアクション漫画『デストロイ アンド レボリューション』を連載。
2017年よりイブニング誌上にて、原始時代にタイムスリップした青年たちを描いたSFアクション漫画『創世のタイガ』を連載した。2019年より、ヤングアニマル誌上にて『無法島』を連載した。
現在、2023年よりヤングアニマル誌上にて『D.ダイバー』を連載中。

## 三浦建太郎との関係
三浦とは高校時代から、互いの漫画のストーリーや設定について相談し合う仲だった。そのため生前の三浦から『ベルセルク』の最終回までの構想を唯一聞かされており、設定が変更されるたびに修正後の最終回まで聞かされ、設定を忘れると三浦に怒られることもあったとのこと。また『創世のタイガ』連載の切っ掛けになったのも、三浦の発言だったと言う。後述の自伝執筆にしても内容が森の得意分野であると指摘した上、三浦自身が「自分は現代劇など描かない」と断言して押し付けられたと言う。
三浦のアシスタントを務めていたということと、『ベルセルク』の登場人物であるグリフィスのモデルが自分であると語ったという話については、誤解や間違いであると述べている。スランプから挫折した森が漫画を離れていたころ、三浦からは度々漫画に関する相談を受けたが作画作業には一切関わらせてもらえなかったとのこと。なお、グリフィスのセリフの一部に森が高校時代に格好付けて三浦に言ったセリフがそのまま使われている部分があるという。
漫画家としての活動も軌道に乗ってきた頃から、三浦本人に自身と三浦2人の自伝作品を描くことを勧められ、知人や家族にも周知させられた結果「還暦過ぎたら描く」と約束させられていたと言う。三浦の急死を悼む特別寄稿メッセージ小冊子「Message to KENTROU MIURA（ヤングアニマル2021年18号）」にて、自伝作品「モリちゃん ケンちゃん」の予告編を発表した。
また、三浦の死去により未完となった『ベルセルク』が、三浦の弟子たちの手により2022年6月24日発売のヤングアニマル13号から連載を再開することとなり、三浦の生前に最終回までの展開を聞いていた森は、監修を務めることとなった。

## その他
- 格闘技の愛好家で、今でもプロの格闘家とともにトレーニングを行っている。体格に恵まれており、身長は183cm、体重は85から95kgである[4]。漫画家の関崎俊三は、レポート漫画『森先生と行くホーリーランド撮影現場ルポ』（『ああ探偵事務所』第9巻に収録）にて、森が『ホーリーランド』のドラマ撮影のクランクイン前にスタッフと出演者らにアクション指導を行い、現場では単なる原作者以上の尊敬を集めていることを明らかにしている。撮影の待ち時間には、石垣佑磨ら出演者に作中で登場する可変キック（ブラジリアンキック）を実演してみせたことを挙げ、「自ら動けて、しかも格闘技やケンカファイトの知識も体力も豊富」と語っている。
- 『ホーリーランド』の格闘技描写について、喧嘩をしていたころによく利用して登場人物に多用させていた技が、格闘技経験者であるという読者から「現実では使えない」「事実と違う」という指摘をされたことがあり、更にドラマ版の出演者たちに森がアクション指導をしていくうえで、体格などが自分と異なる俳優たちが再現することに苦心する技（引っ張りパンチ、タックルへの手刀など）がいくつかあったことに対して、「（格闘技は）体格や習った格闘技の種類等の違いによって、実践する人それぞれで異なる『事実』があるのでは？」「（森とは違う人間が）異なる『事実』を持っていても当然」とコメントしている[4]。
- 妻（あっきう）も格闘技に精通し、格闘技ジム「U-FILE CAMP」に10年間通っていたエピソードを明かしている。
- 『アフター6ジャンクション」』（TBSラジオ）2021年9月14日の放送回に登場し、主に三浦建太郎との思い出について、宇多丸、宇垣美里と話す（約20分）。

## 作品リスト

### 連載
- ホーリーランド（『ヤングアニマル』2000年20号 - 2008年11号、全18巻）
- 自殺島（『ヤングアニマル』2008年22号 - 2016年17号、全17巻）
- デストロイ アンド レボリューション（『週刊ヤングジャンプ』2010年47号 - 2016年48号、全9巻）
- 創世のタイガ（『イブニング』2017年9号[9] - 2023年4号[10]→『ヤングアニマル』2023年7号[11] - 2023年9・10合併号[10]→『ヤングアニマルZERO』2023年6月1日号[12] - 連載中、既刊13巻）
- 無法島（『ヤングアニマル』2019年4号[13] - 2022年15号[14]、全6巻）
- D.ダイバー（『ヤングアニマル』2023年11号[15] - 、既刊3巻）

## その他
- アニメ『3月のライオン』 第14話エンドカード